# Amarygmus caesius
Amarygmus caesius es una especie de escarabajo oscuro categorizada en la tribu Amarygmini, de la superfamilia Tenebrionoidea.  Fue descrita por Bremer en 2008.
Mide aproximadamente 8 mm de longitud.

## Distribución
Se distribuye por Asia: Indonesia, cerca de la provincia de Manokwari.